# Roberto Fernández Jaén
Roberto Fernández Jaén (Puente Genil, Córdoba, 3 de julio de 2002) es un futbolista español que juega en la demarcación de delantero para el R. C. D. Espanyol de la Primera División de España.

## Trayectoria
Nacido en Puente Genil, Córdoba, se formó en la cantera del Córdoba C. F. hasta edad cadete, ya que en 2018 recaló en La Academia del Málaga C. F. para jugar en su primera temporada en el equipo de Liga Nacional y durante la siguiente en el equipo juvenil del San Félix. En la temporada 2020-21 formó parte de la plantilla del Juvenil de División de Honor a las órdenes de Nacho Pérez, y el 4 de diciembre de 2020 renovó su compromiso con el Málaga C. F. hasta el 30 de julio de 2024.
Tras realizar la pretemporada en verano de 2021 con el primer equipo, el 16 de agosto debutó en la Segunda División ante el C. D. Mirandés en un encuentro que acabó con empate a cero. Seis días después anotó ante la U. D. Ibiza en un partido que terminó con empate a dos.
Después de haber jugado 34 partidos durante la temporada 2021-22, fue cedido al F. C. Barcelona Atlètic, que militaba en la Primera Federación, hasta junio de 2023. Una vez finalizó la cesión regresó a Málaga y ayudó, con 20 goles, a conseguir el ascenso a Segunda División. Entonces se marchó traspasado al S. C. Braga a cambio de 1,8 millones de euros más otros 1,2 en variables y un 10% de una futura venta. En Portugal estuvo media campaña antes de regresar en enero de 2025 a España para jugar como cedido en el R. C. D. Espanyol.
El 27 de junio de 2025, tras haber marcado seis goles en los 19 partidos que disputó, se hizo oficial su continuidad en el R. C. D. Espanyol las siguientes seis temporadas después de haber sido adquiridos el 50% de sus derechos.

## Estadísticas

### Clubes
Actualizado al último partido disputado el 24 de mayo de 2025.
| Club                             | Div.          | Temporada     | Liga  | Liga  | Copas nacionales | Copas nacionales | Copas internacionales | Copas internacionales | Total | Total |
| Club                             | Div.          | Temporada     | Part. | Goles | Part.            | Goles            | Part.                 | Goles                 | Part. | Goles |
| -------------------------------- | ------------- | ------------- | ----- | ----- | ---------------- | ---------------- | --------------------- | --------------------- | ----- | ----- |
| Atlético Malagueño · España      | 3.ª F         | 2021-22       | 1     | 0     | ―                | ―                | ―                     | ―                     | 1     | 0     |
| Atlético Malagueño · España      | Total club    | Total club    | 1     | 0     | 0                | 0                | 0                     | 0                     | 1     | 0     |
| Málaga C. F. · España            | 2.ª           | 2021-22       | 32    | 2     | 2                | 1                | ―                     | ―                     | 34    | 3     |
| Málaga C. F. · España            | Total club    | Total club    | 32    | 2     | 2                | 1                | 0                     | 0                     | 34    | 3     |
| F. C. Barcelona Atlètic · España | 1.ª F         | 2022-23       | 36    | 7     | ―                | ―                | ―                     | ―                     | 36    | 7     |
| F. C. Barcelona Atlètic · España | Total club    | Total club    | 36    | 7     | 0                | 0                | 0                     | 0                     | 36    | 7     |
| Málaga C. F. · España            | 1.ª F         | 2023-24       | 38    | 20    | 2                | 0                | ―                     | ―                     | 40    | 20    |
| Málaga C. F. · España            | Total club    | Total club    | 38    | 20    | 2                | 0                | 0                     | 0                     | 40    | 20    |
| Sporting Braga Portugal          | 1.ª           | 2024-25       | 15    | 2     | 3                | 0                | 12                    | 1                     | 30    | 3     |
| Sporting Braga Portugal          | Total club    | Total club    | 15    | 2     | 3                | 0                | 12                    | 1                     | 30    | 3     |
| R. C. D. Espanyol · España       | 1.ª           | 2024-25       | 19    | 6     | ―                | ―                | ―                     | ―                     | 19    | 6     |
| R. C. D. Espanyol · España       | 1.ª           | 2025-26       | 0     | 0     | 0                | 0                | ―                     | ―                     | 0     | 0     |
| R. C. D. Espanyol · España       | Total club    | Total club    | 19    | 6     | 0                | 0                | 0                     | 0                     | 19    | 6     |
| Total carrera                    | Total carrera | Total carrera | 141   | 37    | 7                | 1                | 12                    | 1                     | 160   | 39    |